# Rusko-perzijski ratovi
Rusko-perzijski ratovi ili rusko-iranski ratovi bili su niz ratova između Ruskog Carstva i Perzijskog Carstva između 17. i 19. stoljeća. Kako je rasla moć Rusije, počela je osporavati hegemoniju Osmanske Turske i Safavidskog Irana (iza njega Afsharid i Qajar Irana) u regiji Crnog mora, regiji Kaspijskog mora, i što je najvažnije, Kavkazu. Svi rusko-perzijski ratovi stoga su se odnosili na kavkasku regiju. Tijekom svoje povijesti, Transkavkazija (koja obuhvaća današnju Gruziju, Azerbajdžan i Armeniju) i velike dijelove Dagestana obično su bili uključeni u iranski svijet. Tijekom 19. stoljeća, rusko carstvo osvojilo je taj teritorij iz ruku Qajara Irana.  Najvažniji rusko-perzijski ratovi bili su:
| Br. | Naziv                             | Rezultat |
| --- | --------------------------------- | --- |
| 1.  | Rusko-perzijski rat (1651.–53.)   | Perzijska pobjeda. Safavidi uništavaju rusku tvrđavu na perzijskoj strani rijeke [Terek] i protjeruju njenu posaduu. Safavidi steču veći utjecaj na Sjevernom Kavkazu.                   |
| 2.  | Rusko-perzijski rat (1722.–23.)   | Ruska pobjeda. Rusija zauzima Derbent, Baku i provincije Shirvan, Gilan, Mazandaran i Astrabad, ali vraća sve teritorije Perziji oko 10 godina kasnije.                                  |
| 3.  | Rusko-perzijski rat (1796.)       | Status quo ante bellum |
| 4.  | Rusko-perzijski rat (1804.–1813.) | Ruska pobjeda. Sporazum iz Gulistana – Perzija predaje ono što je sada Gruzija, Dagestan, dijelovi sjeverne Armenije i najveći dio onoga što sad uključuje suvremeni Azerbajdžan Rusiji. |
| 5.  | Rusko-perzijski rat (1826.–1828.) | Ruska pobjeda. Sporazum iz Turkmenčaja – Perzija predaje sve ono što je sada Armenska Republika, Nahičevanski kanat, Azerbajdžan i Iğdır Rusiji. Consolidation of the Gulistan treaty.   |